# Ephemera jianfengensis
Ephemera jianfengensis is een haft uit de familie Ephemeridae. De wetenschappelijke naam van de soort is voor het eerst geldig gepubliceerd in 1995 door You & Gui.
De soort komt voor in het Oriëntaals gebied.